# Лекаш, Бернар
Бернар Лекаш (фр. Bernard Lecache; 16 августа 1895, Париж — 14 августа 1968, Канны) — французский писатель и журналист, политик и общественный деятель. Основатель Международной лиги по борьбе с расизмом и антисемитизмом.

## Биография
Родился в семье бедных еврейских эмигрантов из Российской империи (ныне Украины) Иосифа Абрамовича Лекаха (1860, Херсон — 1941, Пантен), дамского портного, и Муси Шименовны Жак (1869, Николаев — 1953, Париж). Во время Первой мировой войны воевал в рядах французской армии.
После окончания войны занялся активной политической деятельностью, принимал участие в революционном движении, был близок к таким видным левым деятелям, как Борис Суварин и Каролина Реми (Северин); женился на дочери последней. В 1917 году приветствовал Октябрьскую революцию в России. В 1921 году вступил во Французскую коммунистическую партию. Был членом редакции газеты «Юманите».
Сосредоточил усилия на борьбе против антисемитизма и, в особенности, против антисемитов из числа проживавших во Франции русских эмигрантов и бежавших на Запад украинских националистов.
В 1923 году был исключён из ФКП за членство в масонской ложе. Однако его взгляды не поменялись, Лекаш председательствовал на праздновании во Франции 10-летия Октябрьской революции в 1927 году, а в следующем году вступил в Общество друзей СССР. Впоследствии он вступил в СФИО.
Возглавлял общественную кампанию, в результате которой в 1927 году был оправдан убийца Симона Петлюры Самуил Шварцбард. После этого Лекаш организовал и до смерти был председателем международной Лиги против антисемитизма (LICA).
Участвуя в политической борьбе во Франции, Лекаш активно занимался журналистикой и публицистикой. В 1933 году был в числе организаторов антирасистской и антинацистской газеты Le Droit de vivre («Право на жизнь»), в которой печатал статьи в защиту преследуемых, особенно в нацистской Германии, евреев, призывал к бойкоту гитлеровского режима, пытался объединить все антифашистские силы Франции.
Антифашистская деятельность Лекаша привлекла к себе интерес широкой общественности. Обратили на неё внимание и нацисты. Начиная с 1932 года они выделили Лекаша как объект своих нападок и угроз. Немецкая пресса приводила цитаты из статей Лекаша в качестве доказательства существования всемирного еврейского заговора против Германии. В 1942 году был лишён французского гражданства правительством Виши.
В годы Второй мировой войны Лекаш был участником французского Сопротивления. Вступил в армию, а затем стал одним из руководителей подполья, известным как капитан Лекаш. После окончания войны ему были присвоены высшие военные награды Франции «Медаль Сопротивления», орден Военный крест и кавалерский орден Почётного легиона. В послевоенные годы Лекаш продолжил свою деятельность в защиту евреев, а после образования Израиля был одним из пламенных проповедников и защитников еврейского государства.

## Творчество
Известен в России своим романом «Радан Великолепный» (русск. перев. Осипа Мандельштама, 1927), в котором показан раскол еврейской семьи: дети, отказываясь от вековых традиций своего народа, веры, хранимой их родителями, начинают новую, свободную от всяких традиций жизнь. Они представляют ассимилированную еврейскую крупную буржуазию, преуспевающую в недрах современного общества. Ассимиляция еврейства мыслится как слияние его верхушки с крупной французской финансовой буржуазией, как усвоение буржуазной морали.
Б. Лекаш — автор книг об еврейских погромах на Украине во время гражданской войны.
В 1927—1933 годом опубликовал три романа, объединённых одной темой: страдания евреев России и Украины в годы Гражданской войны. Трилогия носила название Au pays des pogroms («В стране погромов»), её первая часть Quand Israel meurt («Когда Израиль умирает», перев. Н. И. Янве, с предисловием Ю. Ларина, 1928) вышла в свет в 1927 году. Вторая часть Les Porteurs de Cvoix («Носители креста») появилась в 1930 году и была посвящена борьбе евреев за право жить в Палестине. Последняя часть Les Ressuscités («Воскресшие») посвящена борьбе против антисемитизма.

## Память
В нескольких городах Франции есть улицы имени Бернара Лекаша.